# Dynamite (Taio Cruz)
Dynamite is een single van de Engelse r&b-zanger Taio Cruz.

## Geschiedenis
Het nummer werd geproduceerd door Dr. Luke en Benny Blanco voor de Amerikaanse editie van het album Rokstarr en als opvolger van Break Your Heart.
In de Verenigde Staten en Canada werd het nummer op 1 juni 2010 uitgebracht als download. Daarnaast werd het nummer ook naar toonaangevende radiostations gestuurd. Op deze datum kwam in die landen ook het album Rokstarr uit.
Op 20 januari 2012 zong Taio Cruz dit nummer met The voice of Holland-finalist Paul Turner.

## Hitnoteringen

### Nederlandse Top 40
| Hitnotering: 16-10-2010 t/m 19-02-2011 | Hitnotering: 16-10-2010 t/m 19-02-2011 | Hitnotering: 16-10-2010 t/m 19-02-2011 | Hitnotering: 16-10-2010 t/m 19-02-2011 | Hitnotering: 16-10-2010 t/m 19-02-2011 | Hitnotering: 16-10-2010 t/m 19-02-2011 | Hitnotering: 16-10-2010 t/m 19-02-2011 | Hitnotering: 16-10-2010 t/m 19-02-2011 | Hitnotering: 16-10-2010 t/m 19-02-2011 | Hitnotering: 16-10-2010 t/m 19-02-2011 | Hitnotering: 16-10-2010 t/m 19-02-2011 | Hitnotering: 16-10-2010 t/m 19-02-2011 | Hitnotering: 16-10-2010 t/m 19-02-2011 | Hitnotering: 16-10-2010 t/m 19-02-2011 | Hitnotering: 16-10-2010 t/m 19-02-2011 | Hitnotering: 16-10-2010 t/m 19-02-2011 | Hitnotering: 16-10-2010 t/m 19-02-2011 | Hitnotering: 16-10-2010 t/m 19-02-2011 | Hitnotering: 16-10-2010 t/m 19-02-2011 | Hitnotering: 16-10-2010 t/m 19-02-2011 | Hitnotering: 16-10-2010 t/m 19-02-2011 |
| Week:                                  | 1                                      | 2                                      | 3                                      | 4                                      | 5                                      | 6                                      | 7                                      | 8                                      | 9                                      | 10                                     | 11                                     | 12                                     | 13                                     | 14                                     | 15                                     | 16                                     | 17                                     | 18                                     | 19                                     |                                        |
| -------------------------------------- | -------------------------------------- | -------------------------------------- | -------------------------------------- | -------------------------------------- | -------------------------------------- | -------------------------------------- | -------------------------------------- | -------------------------------------- | -------------------------------------- | -------------------------------------- | -------------------------------------- | -------------------------------------- | -------------------------------------- | -------------------------------------- | -------------------------------------- | -------------------------------------- | -------------------------------------- | -------------------------------------- | -------------------------------------- | -------------------------------------- |
| Positie:                               | 21                                     | 5                                      | 4                                      | 3                                      | 3                                      | 3                                      | 4                                      | 4                                      | 6                                      | 8                                      | 8                                      | 8                                      | 8                                      | 10                                     | 15                                     | 23                                     | 33                                     | 38                                     | 40                                     | uit                                    |

### NederlandseSingle Top 100
| Positie: | 17 | 5  | 4  | 6  | 4  | 8  | 10 | 16 | 21 | 24 | 37 | 35  |
| Week:    | 13 | 14 | 15 | 16 | 17 | 18 | 19 | 20 | 21 | 22 | 23 |     |
| Positie: | 25 | 25 | 42 | 50 | 43 | 47 | 60 | 50 | 54 | 73 | 92 | uit |

### VlaamseUltratop 50
| Hitnotering: 14-08-2010 t/m 08-01-2011 | Hitnotering: 14-08-2010 t/m 08-01-2011 | Hitnotering: 14-08-2010 t/m 08-01-2011 | Hitnotering: 14-08-2010 t/m 08-01-2011 | Hitnotering: 14-08-2010 t/m 08-01-2011 | Hitnotering: 14-08-2010 t/m 08-01-2011 | Hitnotering: 14-08-2010 t/m 08-01-2011 | Hitnotering: 14-08-2010 t/m 08-01-2011 | Hitnotering: 14-08-2010 t/m 08-01-2011 | Hitnotering: 14-08-2010 t/m 08-01-2011 | Hitnotering: 14-08-2010 t/m 08-01-2011 | Hitnotering: 14-08-2010 t/m 08-01-2011 | Hitnotering: 14-08-2010 t/m 08-01-2011 |
| Week:                                  | 1                                      | 2                                      | 3                                      | 4                                      | 5                                      | 6                                      | 7                                      | 8                                      | 9                                      | 10                                     | 11                                     | 12                                     |
| -------------------------------------- | -------------------------------------- | -------------------------------------- | -------------------------------------- | -------------------------------------- | -------------------------------------- | -------------------------------------- | -------------------------------------- | -------------------------------------- | -------------------------------------- | -------------------------------------- | -------------------------------------- | -------------------------------------- |
| Positie:                               | 32                                     | 11                                     | 8                                      | 7                                      | 8                                      | 6                                      | 9                                      | 9                                      | 8                                      | 8                                      | 10                                     | 13                                     |
| Week:                                  | 13                                     | 14                                     | 15                                     | 16                                     | 17                                     | 18                                     | 19                                     | 20                                     | 21                                     | 22                                     |                                        |                                        |
| Positie:                               | 14                                     | 5                                      | 12                                     | 23                                     | 26                                     | 30                                     | 30                                     | 42                                     | 46                                     | 37                                     | uit                                    |                                        |